# Дембінкі (Вишковський повіт)
Дембінкі (пол. Dębinki) — село в Польщі, у гміні Забродзе Вишковського повіту Мазовецького воєводства.
Населення — 589 осіб (2011).
У 1975-1998 роках село належало до Остроленцького воєводства.

## Демографія
Демографічна структура станом на 31 березня 2011 року:
|          | Загалом | Допрацездатний вік | Працездатний вік | Постпрацездатний вік |
| -------- | ------- | ------------------ | ---------------- | -------------------- |
| Чоловіки | 291     | 73                 | 190              | 28                   |
| Жінки    | 298     | 76                 | 164              | 58                   |
| Разом    | 589     | 149                | 354              | 86                   |